# Edwin Harris Dunning

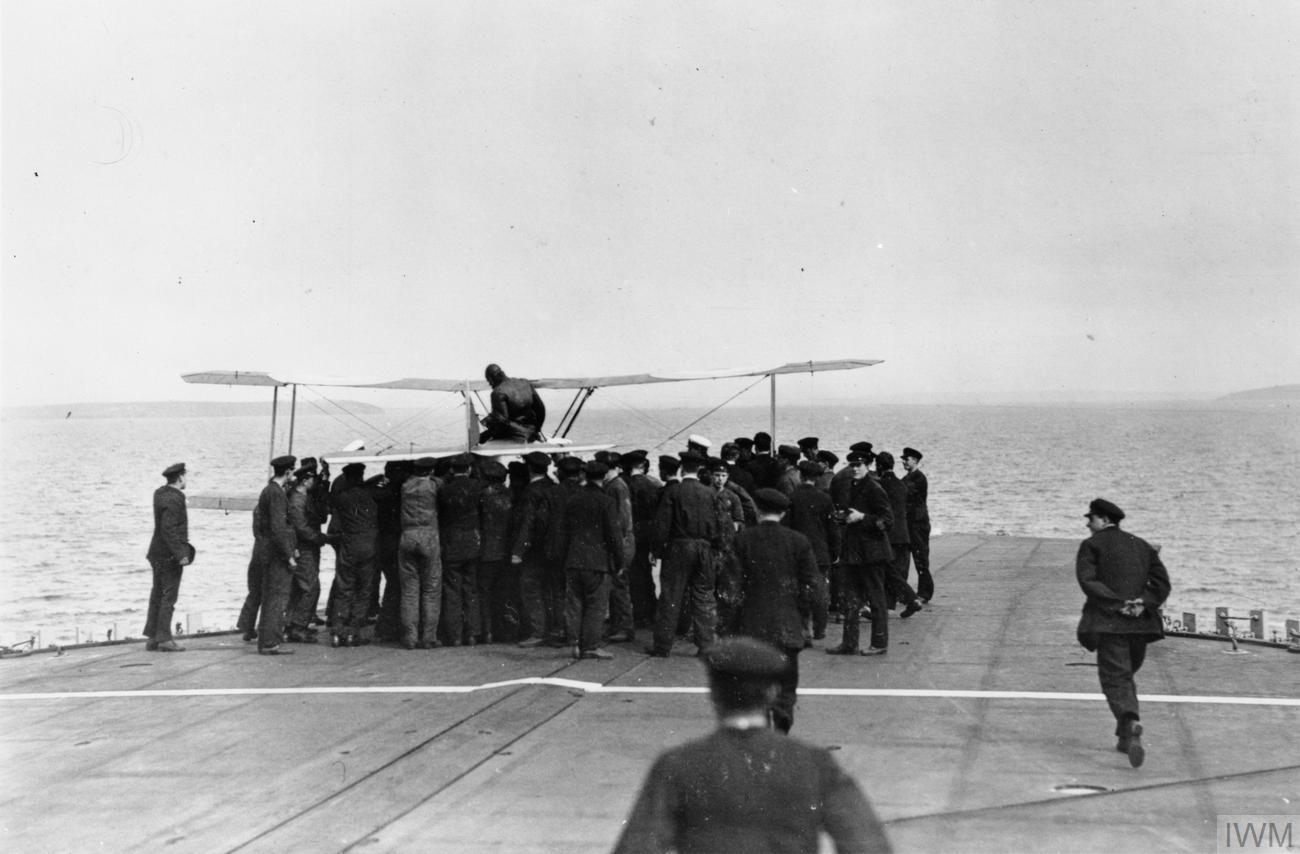
Die Mannschaftsmitglieder feiern Dunning nach dessen geglückter historischer Landung

Edwin Harris Dunning, DSC (* 17. Juli 1892 in Südafrika; † 7. August 1917 in Scapa Flow vor den Orkneys) war ein Pilot des Royal Naval Air Service zur Zeit des Ersten Weltkrieges und der erste Mensch in der Luftfahrtgeschichte, der ein Flugzeug auf einem fahrenden Schiff landete.

## Leben
Dunning wurde in Südafrika als zweiter Sohn von Sir Edwin Harris Dunning of Jacques Hall aus Bradfield in Essex geboren und absolvierte das Royal Naval College im Osborne House, sowie das Britannia Royal Naval College in Dartmouth. Er bekam das Distinguished Service Cross für seinen Einsatz im Ersten Weltkrieg verliehen.
Am 2. August 1917 gelang es Dunning, mit seiner Sopwith Pup auf dem Flugzeugträger Furious zu landen. Dies stellt die erste Landung eines Piloten auf einem fahrenden Schiff und somit eine außerordentliche Pionierleistung der Luftfahrt dar. Für diese musste er um Schornstein und Kommandobrücke des Schiffs herumfliegen, da diese den direkten Anflug vom Heck her versperrten. Die Furious lief dabei volle Fahrt gegen den Wind, so dass die Relativgeschwindigkeit der Pup gegenüber dem Flugdeck gering war und die Decksmannschaften das Flugzeug an extra an ihm angebrachten Seilen quasi aus der Luft pflücken konnten. Bereits fünf Tage später kam Dunning allerdings auf tragische Weise ums Leben. Er absolvierte einen dritten Landeanflug, als eine Bö mit Aufwind unmittelbar vor dem Aufsetzen auf dem Flugdeck die linke Tragfläche erfasste und das Flugzeug unkontrollierbar wurde. Zwar versuchten die Mannschaftsmitglieder noch, die Maschine festzuhalten, doch dies gelang nicht, sodass die Sopwith Pup über die Schiffskante ins Meer rutschte. Dunning verlor das Bewusstsein und ertrank in seinem Cockpit.
Edwin Harris Dunning wurde neben seiner Mutter auf dem Friedhof der St. Lawrence’s Church in Bradfield bestattet.

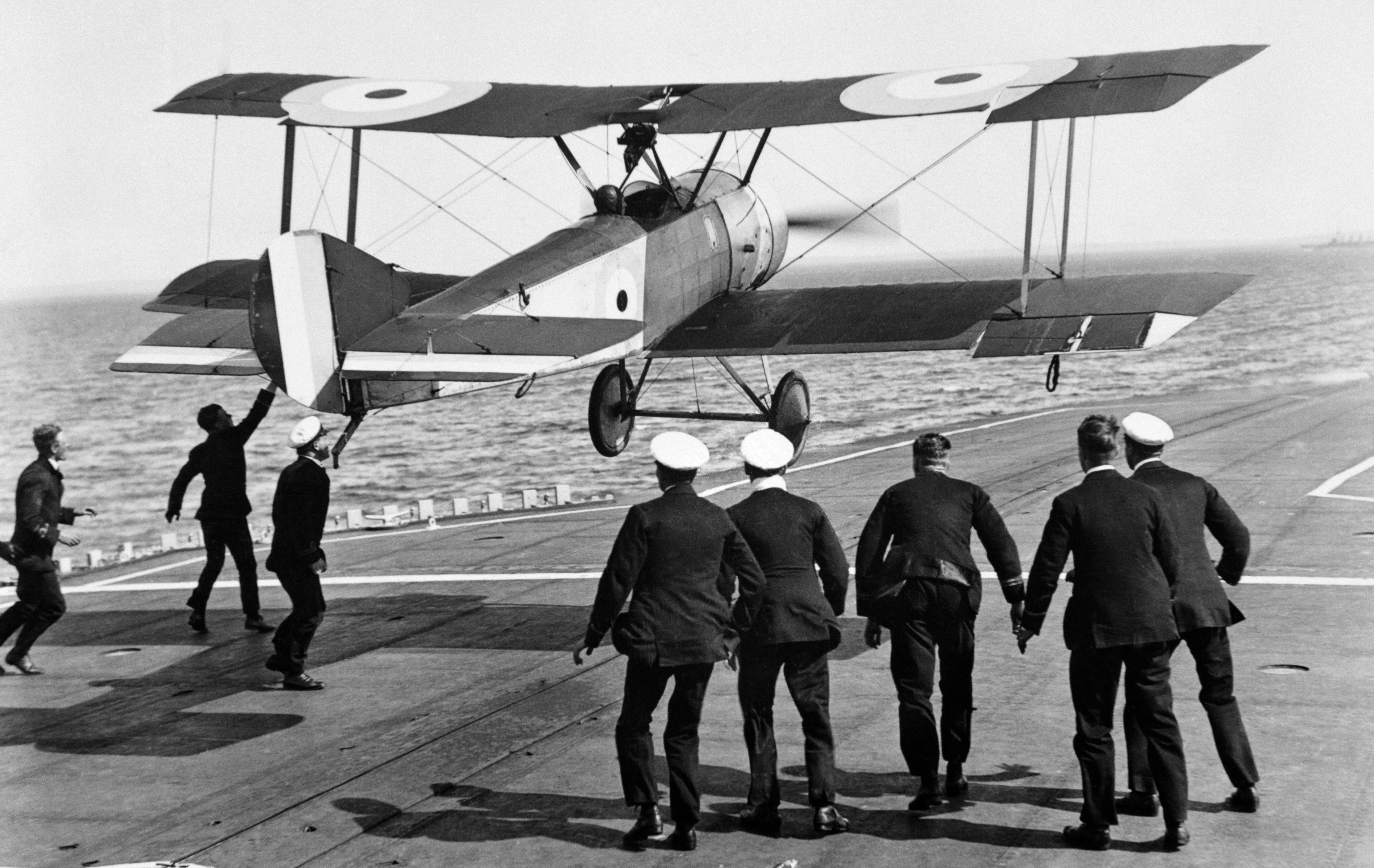
Mannschaftsmitglieder versuchen, das außer Kontrolle geratene Flugzeug aufzuhalten
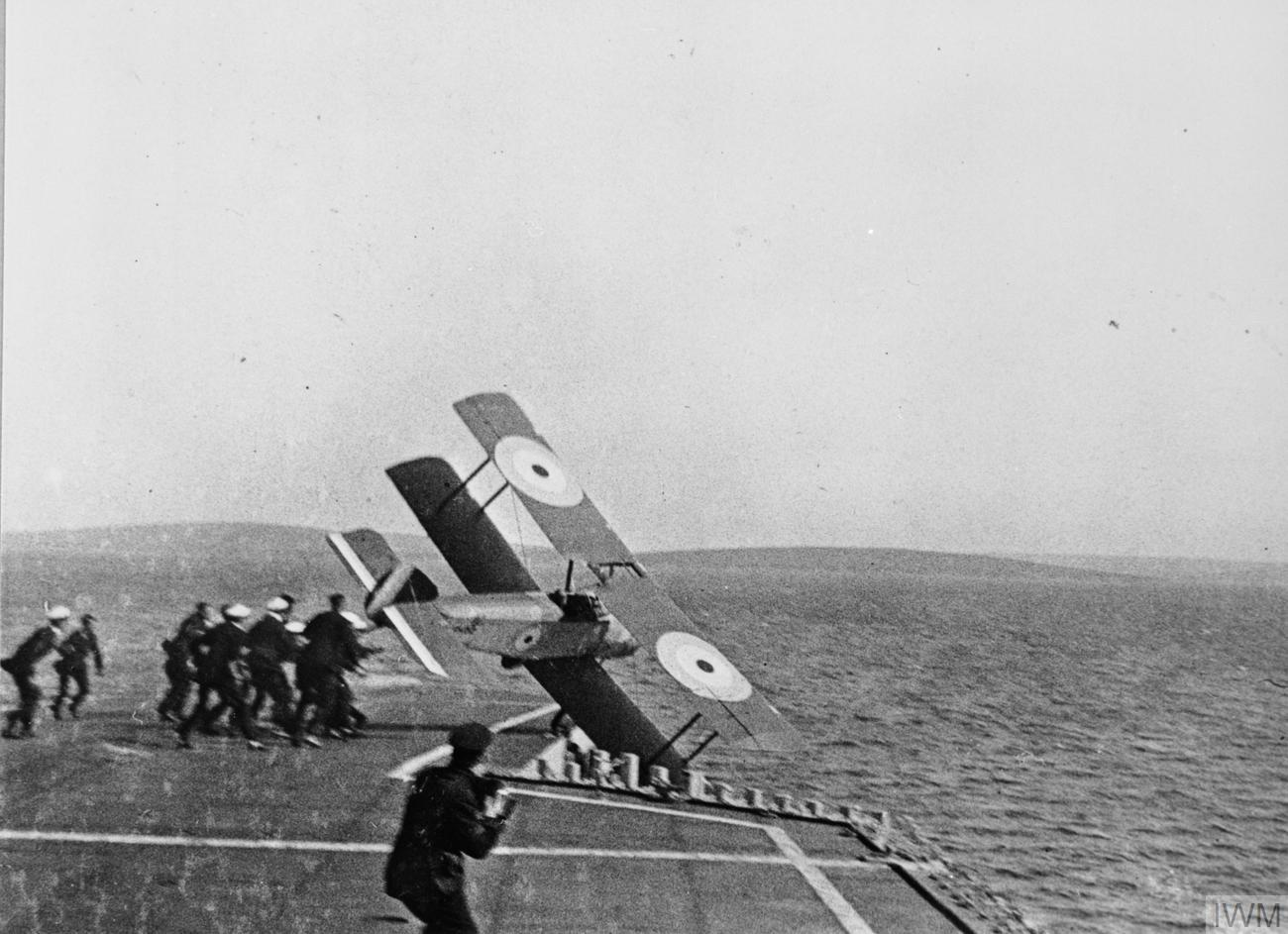
Die Maschine rutscht über die Kante des Flugdecks.
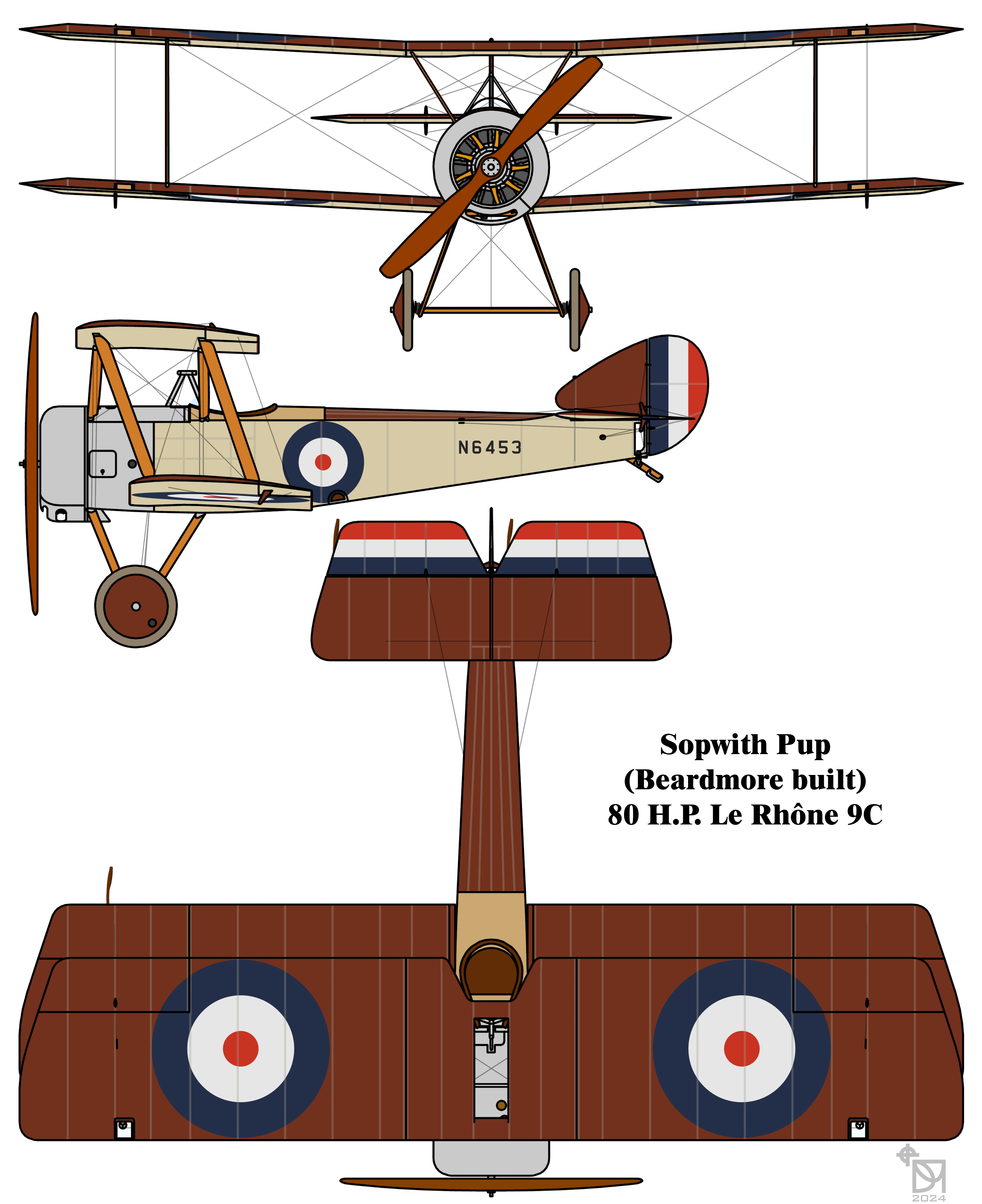
Commander Dunning hat diesen Sopwith Pup verwendet.